# Chiesa di San Sepolcro (Milano)
La chiesa di San Sepolcro è un luogo di culto cattolico di Milano, situato nell'omonima piazza, all'interno del territorio della parrocchia di San Satiro dell'arcidiocesi di Milano.
L'edificio, risalente al XII secolo e ampiamente rimaneggiato in varie epoche, si articola in due livelli, dei quali uno sotterraneo; sorge non distante da piazza Duomo, sull'area di quello che fu in epoca romana il foro di Milano.

## Storia

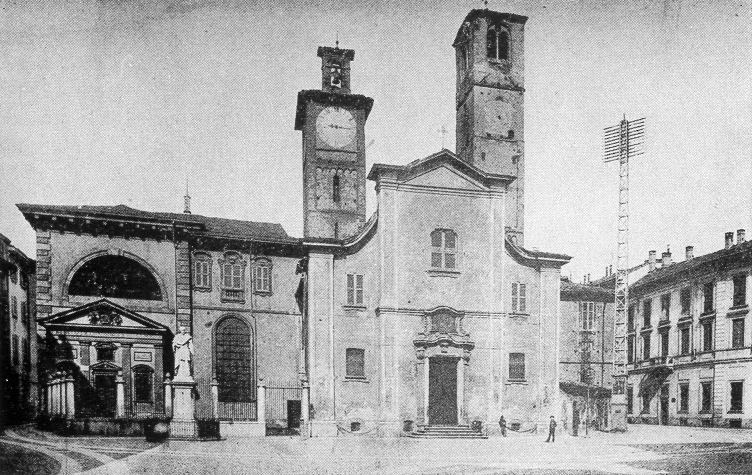
La chiesa in una fotografia precedente al 1894, con la vecchia facciata e i vecchi campanili

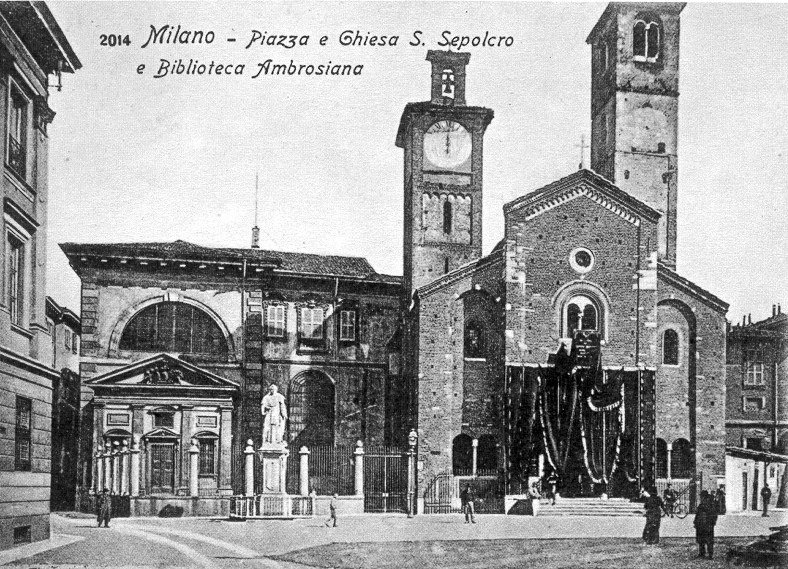
La chiesa in una fotografia scattata tra il 1897 e il 1903, con la nuova facciata e i vecchi campanili

La chiesa venne fondata come privata nel 1030 con il titolo di Santissima Trinità dal Magister Monetæ Benedetto Ronzone o Rozone, Maestro della Zecca, e costruita su un terreno della famiglia dello stesso nei pressi della sua abitazione, nella zona nodale della città, sede della zecca e delle attività commerciali.
Molto probabilmente, l’edificazione della chiesa fu approvata dal governo diocesano, anche per ribadire la storicità della persona di Cristo e la realtà della croce, che a Milano alcuni anni prima erano state negate dagli eretici di Monforte.
La fondazione della SS. Trinità concorse a riorganizzare le strutture ecclesiastiche milanesi. Il documento del 1030 attesta infatti che Benedetto affidò la chiesa a monaci e canonici, pur mantenendone distinte le mansioni (servizio liturgico e amministrazione del patrimonio). In tal modo, la nuova fondazione contribuì a incrementare la presenza benedettina in città.
Nel 1066 la chiesa fu utilizzata per dare cure mediche ad Arialdo da Carminate coinvolto in scontri tra il movimento patarino e l’arcivescovo Guido da Velate.
Il 15 luglio 1100, in piena epoca di Crociate, l'arcivescovo di Milano Anselmo da Bovisio nel giorno delle celebrazioni del primo anniversario della spedizione crociata che nel 1099 prese Gerusalemme e alla vigilia della seconda spedizione del 1100, ridedica la chiesa della Santissima Trinità al San Sepolcro di Gerusalemme, proprio per via dell'importanza assunta in quegli anni dai Luoghi Santi (lo stesso Anselmo parteciperà alla Crociata del 1101 e in essa troverà la morte). Anselmo sfruttò quest’evento per concedere indulgenze a coloro che non erano in grado di recarsi al Santo Sepolcro di Gerusalemme, ma che avessero visitato il Santo Sepolcro nella chiesa milanese ottenendo la remissione di un terzo della pena meritata per i propri peccati.
Per volontà del suo fondatore la chiesa era a forma di croce e dopo la prima Crociata fu rimaneggiata fino ad assumere le forme coincidenti all’Anastasis di Gerusalemme, che si mantennero nel corso dei secoli, come attestano le testimonianze del XV secolo.
I rimaneggiamenti furono d'altronde tantissimi nel corso dei secoli, a partire dall'aggiunta dei due campanili nel corso del XII secolo. Dettagli più precisi sulla struttura sono forniti da appunti e disegni realizzati da Leonardo intorno al 1490, quando condusse ricerche su monumenti di età longobarda e medievale del territorio, come la basilica milanese di San Lorenzo e Santa Maria in Pertica a Pavia.
Nella metà del XII secolo è documentato di una lite riguardante i diritti giuspatronali sulla chiesa; tra il Duecento e il Trecento essa mantenne la sua importanza entro il centro religioso cittadino grazie al suo importante ruolo nella liturgia pasquale.
Nel Quattrocento la chiesa del Santo Sepolcro e l’area urbana nella quale si ergeva avevano ancora un ruolo rilevante sia in ambito religioso che civile tanto che i domenicani di Santa Maria delle Grazie ne fecero luogo di predicazione.
La chiesa di San Sepolcro fu eletta nel 1578 da Carlo Borromeo a sede principale della congregazione degli Oblati dei Santi Ambrogio e Carlo da lui stesso fondata; lo stesso Borromeo istituì la cerimonia del Santo Chiodo che, annualmente, si snoda dal Duomo a San Sepolcro.
Inoltre il Borromeo non scelse la chiesa di San Sepolcro a caso. Motivando la scelta con queste parole: “In media civitate constructa, quasi Umbilicus iacet” (essendo stata costruita nel centro della città, ne è per così dire l’ombelico). Borromeo non si fermò all’affermazione della centralità di San Sepolcro rispetto alla città di Milano, ma volle precisare che essa rappresentasse l’Umbilicus: rimandando tale definizione al vero Santo Sepolcro di Gerusalemme, considerato l’umbilicus del mondo.
A seguito della fondazione della Biblioteca Ambrosiana, la chiesa necessitava di restauro già da un secolo. Nel 1605 i lavori di rifacimento delle strutture ormai cadenti furono affidati all’architetto Aurelio Trezzi: la facciata fu ricostruita in forme barocche e l’atrio fu incorporato all’edificio. La trasformazione dell’isolato di San Sepolcro, non era importante solo da un punto di vista urbanistico, ma serviva anche per creare un collegamento ideale tra la nuova biblioteca e la chiesa stessa come deposito spirituale e religioso e farne un vero e proprio centro di educazione e formazione cattolica riformata post-tridentina.
La chiesa fu poi ulteriormente modificata e restaurata tra il 1713 e il 1719 e nuovamente a fine Ottocento quando venne rifatta completamente la facciata, mutandola dall'aspetto barocco che ancora aveva in uno stile romanico che venne ritenuto maggiormente conforme alla chiesa medievale originaria.
Il rifacimento della facciata, operato negli anni 1894-1897, fu condotto da Cesare Nava e Gaetano Moretti.
Nel 1928 la parrocchia di San Sepolcro fu soppressa e la chiesa divenne di pertinenza della Biblioteca Ambrosiana. 
Il 5 dicembre 1944 presso la chiesa di San Sepolcro si tennero le esequie solenni di Filippo Tommaso Marinetti.
Durante la seconda guerra mondiale la biblioteca fu danneggiata dai bombardamenti. Assieme ad altri luoghi, la chiesa inferiore fu utilizzata come deposito dei beni dell’istituto divenendo, quindi, inaccessibile. Nel 1968 l’amministrazione dell’Ambrosiana promosse il restauro della chiesa inferiore per adibirla a sede  di esposizioni artistiche. La chiesa, dopo essere stata interessata nell'anno 2009 da importanti lavori di ristrutturazione interna, è tornata visitabile da fedeli e pubblico.
Dal 2014 nella chiesa viene celebrata la divina liturgia in rito bizantino secondo la tradizione della comunità italo-albanese presente in Italia. La divina liturgia viene cantata una settimana in greco antico - come da tradizione di tutti i popoli d'Oriente e conservato dagli arbereshe - e un'altra in albanese con qualche lettura (es. vangelo) in italiano.

## Descrizione

### Esterno

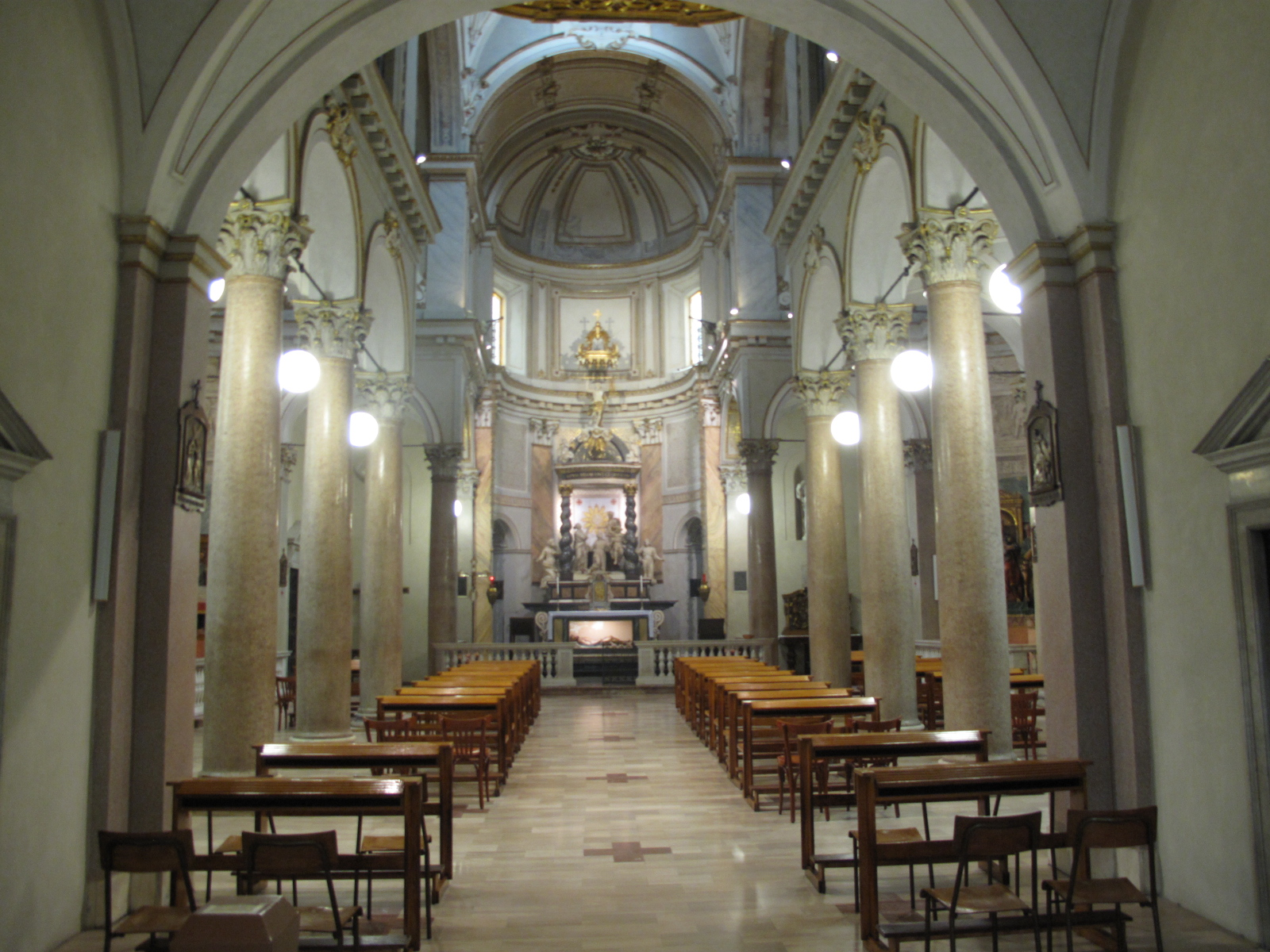
Interno

La facciata attuale è frutto di una ricostruzione degli anni 1894 - 1897 a opera di Gaetano Moretti e Cesare Nava, in stile romanico lombardo, in linea col gusto storicistico di quei tempi. In tale occasione, ma solo con un intervento posteriore del 1903, i due campanili vennero resi gemelli abbassando quello di destra all'altezza originaria, e l'affresco del Bramantino che era collocato sopra il portale venne staccato e trasferito all'interno della chiesa.

### Interno

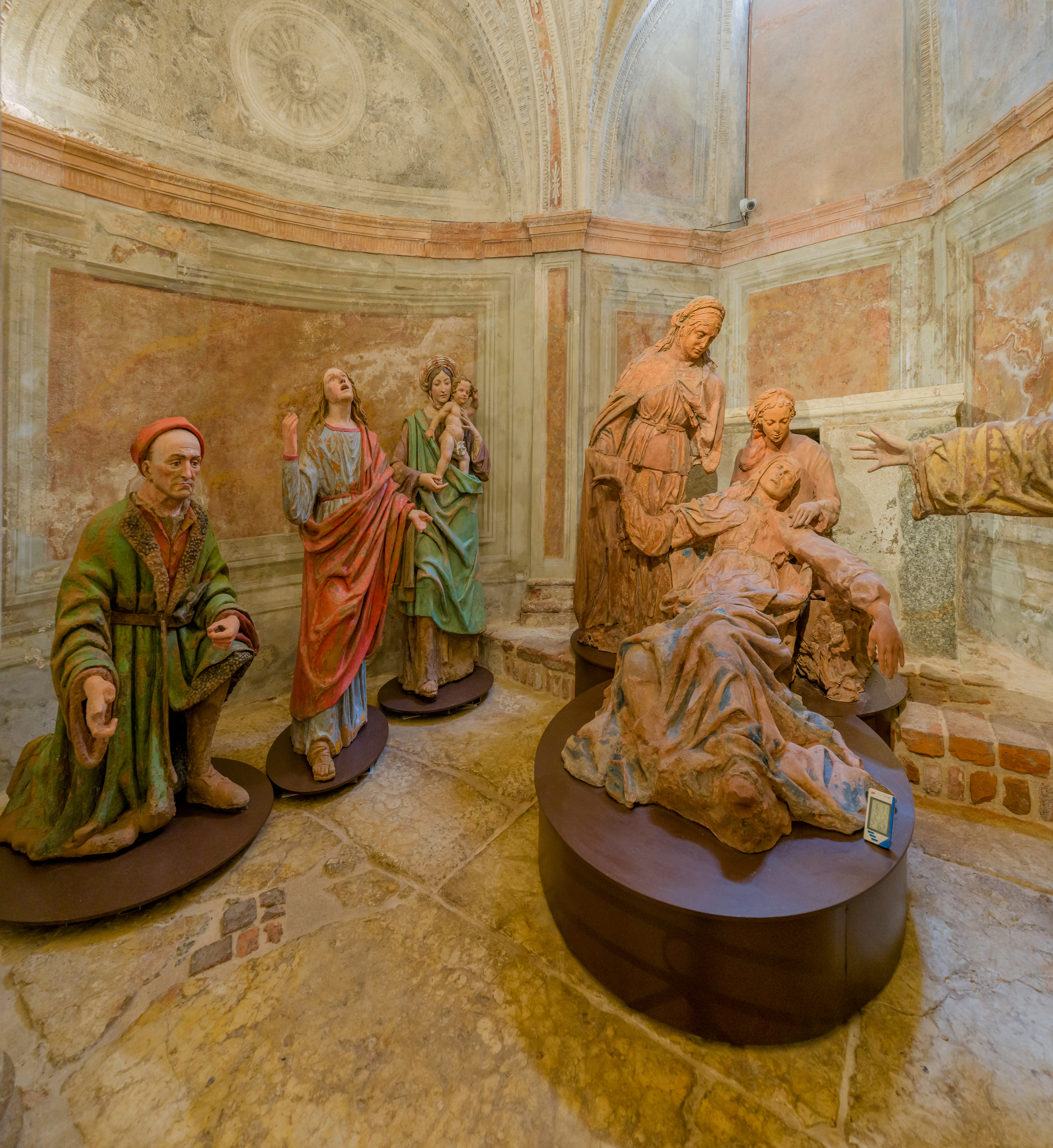
Compianto su Cristo morto. Maddalena, san Giovanni Evangelista, Vergine, pie donne, Nicodemo, Giuseppe d’ Arimatea, donna con un bambino in braccio e Cristo morto di Agostino Fonduti nella chiesa di San Sepolcro.

L'interno è rimasto fino ai giorni nostri in stile barocco. L'atrio è attribuito a Francesco Maria Richino e chiuso da due cappelle decorate dagli affreschi di Carlo Bellosio San Carlo al Sepolcro e San Filippo Neri presentato a San Carlo.
Nelle due cappelle a lato dell'altare due pregevoli gruppi scultorei in terracotta con una bella ultima cena a sinistra e un trittico sulla morte di Cristo a destra.
Posto davanti all'abside un sarcofago opera forse di maestri campionesi della prima parte del XIV secolo e che doveva contenere alcune reliquie di Terrasanta ivi portate dai crociati lombardi (terra di Gerusalemme e alcuni capelli di Maria Maddalena).

### Cripta

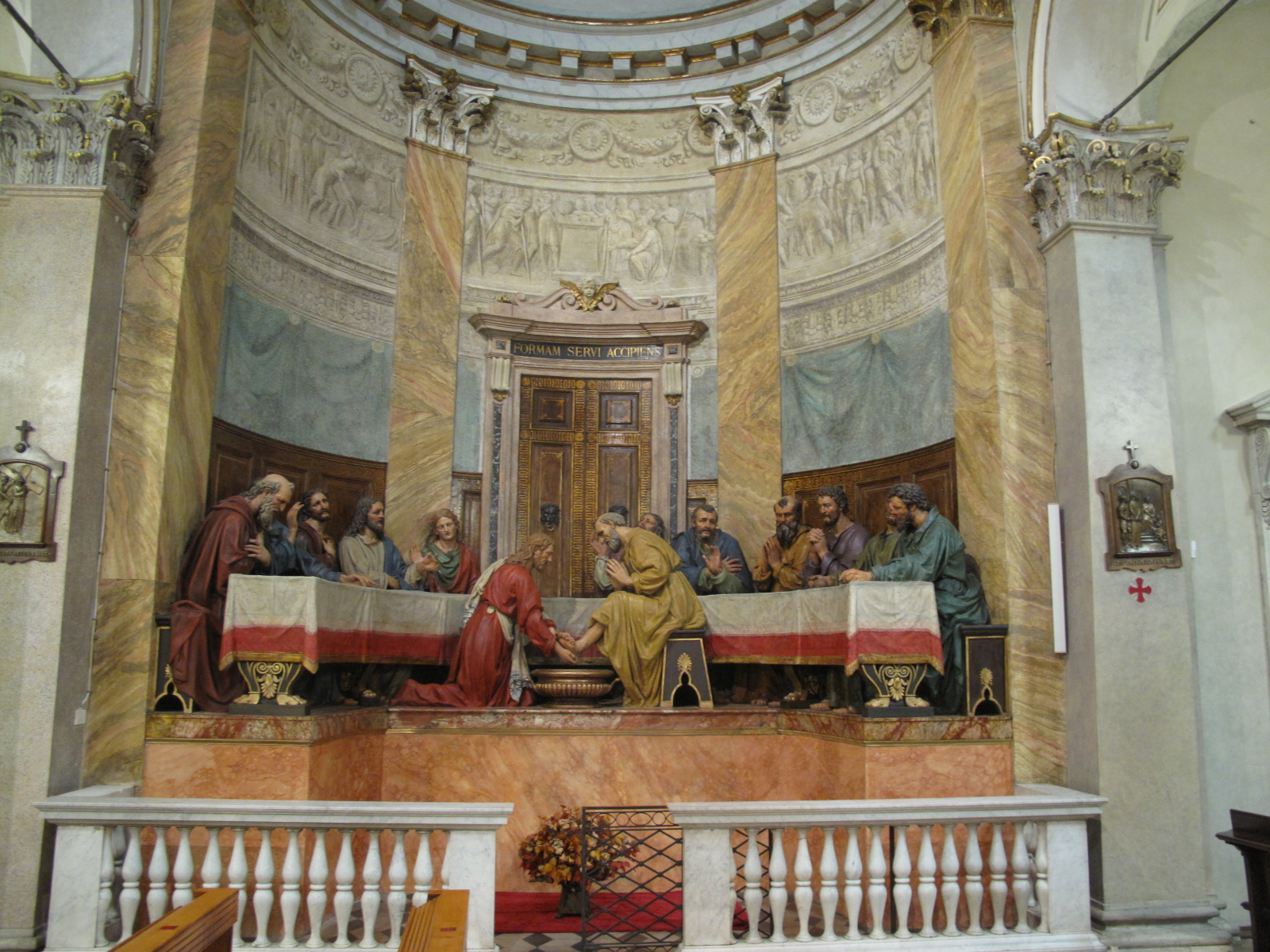
L'Ultima Cena

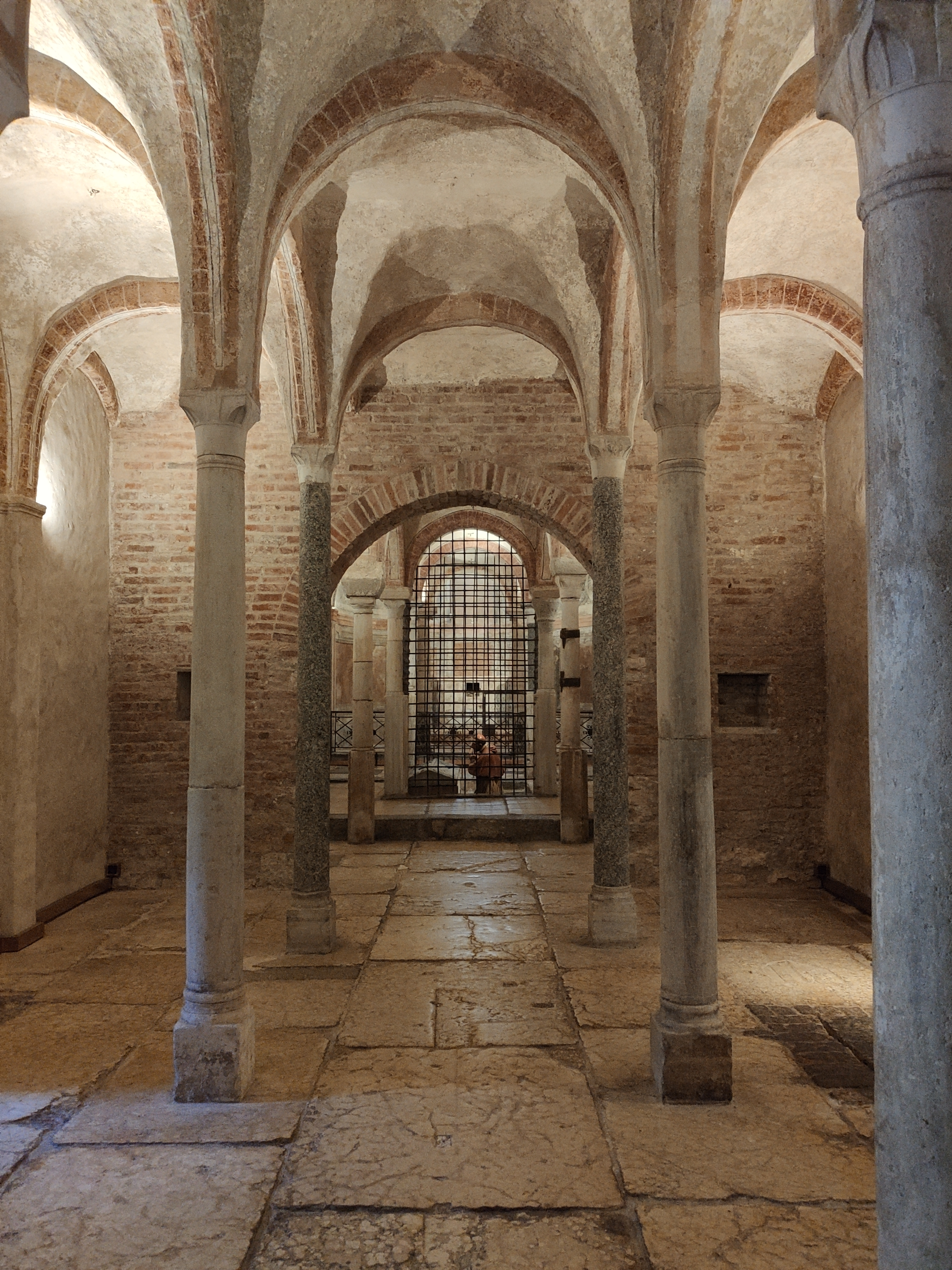
La cripta

La cripta sotterranea della chiesa inferiore, alla quale si accede dalla sinistra della navata principale, è ricoperta con lastre marmoree di epoca augustea che testimoniano l'antica pavimentazione del Foro Romano.
Il 19 marzo 2016, dopo oltre cinquanta anni di chiusura, è stata riaperta al pubblico la Cripta di San Sepolcro nella parte ipogea del tempio: essa fu luogo di preghiera di San Carlo Borromeo e di sepoltura di importanti famiglie della città, oltre che dei padri Oblati. Il cardinale Federico Borromeo nel 1616 affidò la realizzazione a Gian Andrea Biffi e Gerolamo Olivieri, di una palma di rame e bronzo come simbolo di «sapienza e rigenerazione». L'opera si trova nell'esatto punto d'incrocio di Cardo e Decumano dell'antica città romana. All'interno della Cripta è esposto un antico libro della Biblioteca Ambrosiana riportante la mappa che Leonardo da Vinci tracciò quando visitò la Cripta.

## Opere già in San Sepolcro
- Bramantino, Cristo in pietà, oggi alla Pinacoteca Ambrosiana.
- Giampietrino, Adorazione del Bambino con San Rocco e angeli musicanti, oggi alla Pinacoteca Ambrosiana.